# Berlin (Pensilvania)
Berlin es un borough ubicado en el condado de Somerset en el estado estadounidense de Pensilvania. En el año 2000 tenía una población de 2.192 habitantes y una densidad poblacional de 934.4 personas por km².

## Geografía
Berlin se encuentra ubicado en las coordenadas 39°55′17″N 78°57′00″O / 39.92139, -78.95000.

## Demografía
Según la Oficina del Censo en 2000 los ingresos medios por hogar en la localidad eran de $29,219 y los ingresos medios por familia eran $35,714. Los hombres tenían unos ingresos medios de $27,763 frente a los $20,156 para las mujeres. La renta per cápita para la localidad era de $15,614. Alrededor del 10% de la población estaba por debajo del umbral de pobreza.